# Ян Бирчек

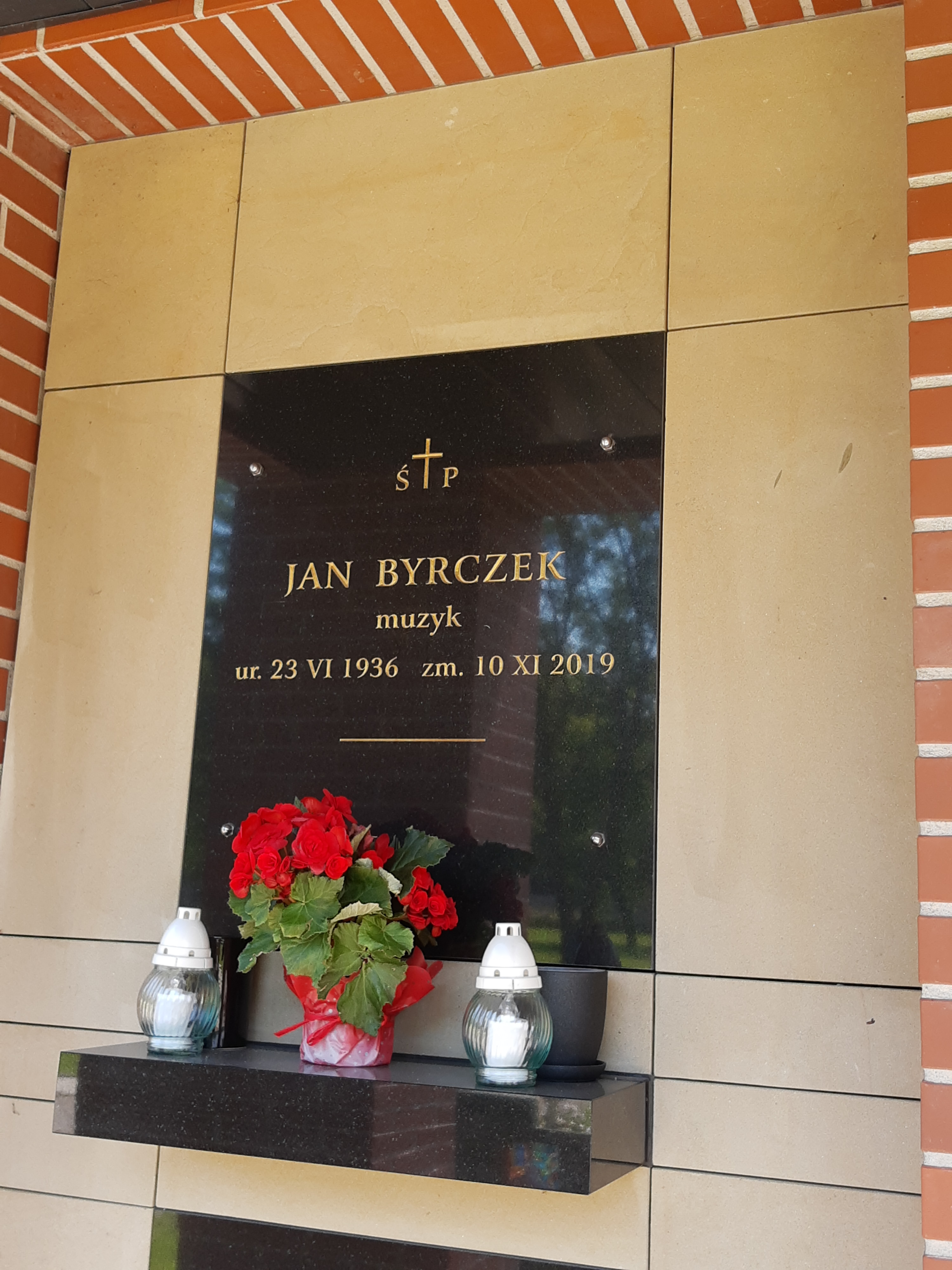
Могила Яна Бирчека на Військовому цвинтарі на вул. Прандоти в Кракові

Ян А. Бирчек (пол. Jan A. Byrczek; 15 червня 1936, Хелмек — 10 листопада 2019, Мислениці) був джазовим музикантом (контрабасистом), джазовим критиком і редактором джазового журналу. Він народився в Хелмеку і до 41 року працював музикантом у Польщі, виступаючи з такими артистами, як Trio Komeda та Quartet Kurylewicz. Через хворобу Бирчек припинив грати. Після цього він керував Краківським джазовим клубом і Польською джазовою федерацією. У 1956 році він став співзасновником Європейської джазової федерації, а в 1964 році заснував журнал «Jazz Forum». У 1977 році він переїхав до США та отримав громадянство в 1987 році. Помер 10 листопада 2019 року у місті Мислениці. Похований в Алеї Заслужених на Військовому цвинтарі на вул. Прандоти у Кракові (квартал CIX-мур II-1).

## Вибрана дискографія
- «Andrzej Trzaskowski Trio, Concert in Warsaw»; Muza Records L0291

Записано 8 червня 1959 року
Анджей Тшасковський (пол. Andrzej Trzaskowski) (фортепіано), Ян Бирчек (контрабас), Ян Зільбер (пол. Jan Zylber) (ударні)
1. "Metamorphosis"

- «Somnabulists»; Andrzej Kurylewicz Trio та Wanda Warska; Muza Records L0348 OCLC 793458658

Записано у Варшаві, 23 лютого 1961 року
Ванда Варска (пол. Wanda Warska) (вокал), Анджей Курилевич (пол. Andrzej Kurylewicz) (фортепіано), Ян Бирчек (контрабас), Анджей Домбровський (пол. Andrzej Dąbrowski) (ударні)
1. "Moonray"
2. "Somnambulicy"
3. "Stompin' at the Savoy"
4. "Lover Man"

Записано у Варшаві, 24 лютого 1961 року
Доданий Роман Курилевич (пол. Roman Kurylewicz) (труба), Войцех Каролак (пол. Wojciech Karolak) замість Анджея Курилевича (фортепіано)
1. "You'd Be So Nice To Come Home To"
2. "But Not For Me"
3. "Ballada o straconej gazy"
4. "Tubby"

- «Zbigniew Namyslowski Sextet»; Muza Records N0286

Записано у Варшаві, 9 грудня 1963 року
Збігнев Намисловський (пол. Zbigniew Namyslowski) (альт-саксофон), Міхал Урбаняк (пол. Michal Urbaniak) (тенор-саксофон), Влодзімєж Гульговський (пол. Wlodzimierz Gulgowski) (фортепіано), Ян Бирчек (контрабас), Чеслав Бартковський (пол. Czeslaw Bartkowski) (ударні), Бріжит Петри (пол. Brigitte Petry) (вокал)
1. "What you gonna do"
2. "I'll try to sing the blues"
3. "Blues for me"
4. "O what a wonderful feeling"

- «Zbigniew Namyslowski Quintet»; Muza Records N0307

Записано у Варшаві, 4 квітня 1964 року
Доданий Пьотр Пулавський (пол. Piotr Pulawski) (гітара), Марек Тарновський (пол. Marek Tarnowski) замість Бріжит Петри (вокал)
1. "Powiedz jej tak"
2. "Tramwaj 24"
3. "Lubie deszcz"
4. "Gee baby, ain't I good to you?"

## Вибрані публікації
- «Jazzman's reference Book»; Ян Бирчек; Відень: International Jazz Federation, Inc.

Том 1 (1974) OCLC 162863196
Том 2 (1976) OCLC 2831760 and 640332255
Том 3 (1979) OCLC 6953300, 164944240 and 162863208 OCLC 640332256
Том 4 (1982) OCLC 159887095
Том 5 (1983) OCLC 11110210
Том 6 (1998) OCLC 38436461

## Асоціації
- У 1963 році Ян Бирчек заснував Польське джазове товариство та обіймав посаду його президента до 1973 року. За час його керівництва товариство виросло до найбільшої джазової організації Європи з філіями в різних регіонах Польщі.
- У 1965 році він став співзасновником першого недержавного Концертного бюро-агентства під егідою Польського джазового товариства. Агентство організувало та провело тисячі концертів у Польщі, Східній Європі та тодішньому Радянському Союзі. З 1963 по 1972 рік Бирчек розвивав Jazz Jamboree Festival у Варшаві, перетворивши його на всесвітньо відому щорічну подію.
- У 1963 році він заснував Jazz Forum (журнал) та був його головним редактором до 1981 року.
- У 1965 році він ініціював створення Європейської джазової федерації, яка пізніше була перейменована в Міжнародну джазову федерацію (International Jazz Federation, IJF). З 1972 по 1981 рік він працював її Генеральним секретарем у Відні, Австрія. Після переїзду до Нью-Йорка в 1977 році він заснував американське відділення IJF того ж року.
- З 1972 по 1985 рік Бирчек видавав різні джазові журнали (зокрема «Jazz World») та каталоги. У 1985 році він заснував «American Music Database» і «Jazz World Database», якими продовжував керувати.
- У 1987 році Бирчек ініціював створення Польсько-американської ресурсної корпорації (PARC), яка у 1989 році заснувала перший приватний банк з іноземним капіталом у Польщі — Американський банк у Польщі (AmerBank). Обіймаючи посаду заступника голови ради директорів, він проживав у Варшаві у 1990–1991 роках і відіграв ключову роль у розвитку банку. У 1992 році, після виконання контракту з Bankers Trust щодо управління AmerBank, Бирчек повернувся до США, де займався видавництвом баз даних, пов'язаних із комп'ютерними та інтернет-технологіями, а також іншими польсько-американськими проєктами.

## Роки навчання
З 1952 по 1961 рік Бирчек навчався музики у Вищій школі імені Фридерика Шопена та в Музичній академії в Кракові.
З 1955 по 1963 рік він був джазовим контрабасистом у гуртах, які активно гастролювали Польщею та Європою.

## Аудіо та відео
- Byrczek interview на YouTube